# Antonio Maria Antoniazzi
Antonio Maria Antoniazzi (Collalto, 1º aprile 1872 – Padova, 30 novembre 1925) è stato un astronomo italiano.

## Biografia
Nato a Collalto (oggi frazione di Susegana, allora parte di Refrontolo), si laureò in matematica nel 1893 all'Università di Padova con una tesi di astronomia.
L'anno seguente divenne dapprima assistente e successivamente astronomo aggiunto e quindi astronomo.
A 36 anni ottenne la libera docenza in Astronomia, e divenne professore incaricato di Geodesia teoretica.
Dal 1910 al 1913 tenne, sempre presso l'Università di Padova, un corso pareggiato di Astronomia.
Nel 1913 vinse la cattedra di Astronomia.
Allievo di Giuseppe Lorenzoni, alla sua morte (1913) prese il suo posto come direttore dell'Osservatorio astronomico di Padova, e ricoprì questa carica fino alla morte.
Fu capace di mantenere le alte tradizioni dell'Istituto quale principale vivaio degli astronomi italiani.
La sua attività scientifica fu rivolta a problemi di astronomia classica, svolgendo numerosi calcoli d'orbita, osservazioni di comete e asteroidi, in particolare dell'asteroide 433 Eros in occasione della sua opposizione.
Nel 1921 divenne socio corrispondente dell'Accademia Nazionale dei Lincei.